# Blue Murder: Killer Cop
Blue Murder: Killer Cop es una miniserie de televisión transmitida del 6 de agosto del 2017 al 7 de agosto de 2017 por medio de la cadena Seven Network.
La miniserie estuvo basada en hechos reales, y es una secuela de la popular miniserie australiana "Blue Murder".

## Historia
Un cuerpo es descubierto flotando, un acuerdo de drogas sale mal y dos ex-detectives son los perpetradores. 
Después de caer en la desgracia de la Policía de Nueva Gales del Sur, Roger Rogerson se encuentra luchando por ganarse la vida en un mundo que está cambiando rápidamente, pronto se ve atrapado entre las presiones de los criminales, la policía y el amor de una mujer que podría salvarlo.

## Personajes

### Personajes principales
| Actor                 | Personaje            | Ocupación                                          | Nº de episodios | Duración |
| --------------------- | -------------------- | -------------------------------------------------- | --------------- | -------- |
| Richard Roxburgh      | Roger Rogerson       | ex-Detective / Asesino                             | 2               | 2017     |
| Dan Wyllie            | Michael Hurley       | Importador de Drogas                               | 2               | 2017     |
| Matthew Nable         | Mark Standen         | Detective                                          | 2               | 2017     |
| Emma Booth            | Julie Wienthall      | Detective                                          | 2               | 2017     |
| Aaron Pedersen        | Joe Kenshell         | Detective                                          | 2               | 2017     |
| Tony Martin           | Arthur "Neddy" Smith | Criminal                                           | 2               | 2017     |
| Justin Smith          | Glen McNamara        | ex-Detective / Asesino                             | 2               | 2017     |
| Oscar Redding         | Dan Irvine           | -                                                  | 2               | 2017     |
| Toni Collette         | Anne Rogerson        | Esposa de Roger                                    | 2               | 2017     |
| Damian Walshe-Howling | Alan Abrahams        | Motorista                                          | 1               | 2017     |
| Steve Le Marquand     | Larry Churchill      | Detective                                          | 1               | 2017     |
| Robert Mammone        | James Kinch          | Importador de Drogas                               | 1               | 2017     |
| Aaron Jeffery         | Chris Bronowski      | Presidente del Club de Motociclistas "Iron Bloods" | 1               | 2017     |
| Peter Phelps          | Graham "Abo" Henry   | -                                                  | 1               | 2017     |
| Toby Schmitz          | Jed Wilson           | Detective de Asuntos Internos                      | 1               | 2017     |

### Personajes secundarios
| Actor                     | Personaje     | Ocupación                                 | Nº de episodios | Duración |
| ------------------------- | ------------- | ----------------------------------------- | --------------- | -------- |
| Lee Shaw                  | Les Mara      | Mano Derecha de Michael Hurley            | 2               | 2017     |
| Michele-Antonio Mattiuzzi | Ricky Hazell  | -                                         | 2               | 2017     |
| Lachlan Fairhall          | -             | Prisionero                                | 2               | 2017     |
| Emanuele Avezzano         | -             | Oficial de Arresto                        | 2               | 2017     |
| Aaron Scully              | -             | Oficial de Arresto                        | 2               | 2017     |
| Glen Robinson             | -             | Detective                                 | 2               | 2017     |
| Jill Deason               | -             | Oficial de Arresto                        | 2               | 2017     |
| Andrew Ryan               | Wayne Crofton | Narcotraficante / Socio de Michael Hurley | 1               | 2017     |
| Michael Denkha            | Bill Jalalaty | -                                         | 1               | 2017     |
| Stephen Anderton          | -             | Guardia de la Prisión                     | 1               | 2017     |
| Lewis Fitz-Gerald         | -             | Comisionado                               | 1               | 2017     |
| Richard Sydenham          | Maitland      | -                                         | 1               | 2017     |
| Gary Clementson           | Cleal         | Detective                                 | 1               | 2017     |
| Tai Nguyen                | Filkins       | Detective                                 | 1               | 2017     |
| Michael Tran              | Jamie Gao     | Víctima de Roger Rogerson y Glen McNamara | 1               | 2017     |
| Jack Kelly                | Dolly Dunn    | -                                         | 1               | 2017     |
| Trey Daniels              | Colin Fisk    | -                                         | 1               | 2017     |
| Adam Digby                | Chook Fowler  | -                                         | 1               | 2017     |
| Thomas Unger              | John Mancini  | -                                         | 1               | 2017     |
| Buddy Dannoun             | Anthony       | -                                         | 1               | 2017     |
| Annette Van Roden         | Helen Carson  | -                                         | 1               | 2017     |
| Rebecca Ratcliff          | Henrietta     | Detective                                 | 1               | 2017     |
| Victor Matveev            | Li Chan Kwok  | -                                         | 1               | 2017     |
| Christopher Truswell      | Hal Tate      | -                                         | 1               | 2017     |
| Cameron Rhodes            | Paul Camani   | -                                         | 1               | 2017     |
| Michael Tran              | Jamie Gao     | -                                         | 1               | 2017     |
| Gil Ben-Moshe             | Mahmoud       | -                                         | 1               | 2017     |
| Dean Capararo             | Abaid         | -                                         | 1               | 2017     |
| Graham Edwards            | Grigor Petrov | -                                         | 1               | 2017     |

## Episodios
La miniserie estuvo conformada por 2 episodios, y estará basada en los años 1990, 2000 y 2010 en Sydney.

## Producción
La miniserie fue estrenada el 6 de agosto del 2017, previamente recibió el nombre de "The High Road".
Fue dirigida por Peter Schreck y con el escritor Michael Jenkins.
La miniserie contó con los productores Michael Jenkins y Carol Hughes, así como con los productores ejecutivos John Edwards, Richard Roxburgh y Julie McGauran.